# بويين سفلي
بويين سفلي (بالفارسية: بویین سفلی) هي منطقة سكنية تقع في إيران في ناحية ننور. يقدر عدد سكانها بـ 1,069 نسمة .